# Število delcev na milijon
Število delov na milijon (kratica ppm iz angleškega izraza parts per million)  je enota za merjenje koncentracije. Definiran je kot število masnih ali volumskih delov izbrane snovi v milijonu delov raztopine ali zmesi:
ppma = 106·ma/mr = 106·Va/Vr
ma,Va = masa oz. volumen snovi a
mr,Vr = masa oz. volumen raztopine ali zmesi
Običajno se uporablja za zelo majhne koncentracije snovi, na primer nečistoč v zraku in vodi ali nečistoč v zelo čistih kemikalijah. V metričnem sistemu ppm ustreza 1 mg/kg ali 1mm/km.